# Type 72 (siluro)
Il Type 72 (in giapponese Nanani shiki gyōrai) era un siluro pesante giapponese per sottomarini e motosiluranti, noto anche con la sigla G-5B, che gli fu assegnata durante lo sviluppo.
Fu impiegato sui sottomarini delle classi Uzushio e Yushio, e dalle motosiluranti PT No. 11.

## Storia e sviluppo
Nel 1954 la Forza di autodifesa marittima iniziò a sviluppare nuovi tipi di siluri basati sulla tecnologia dei siluri a ossigeno impiegati dalla Marina Imperiale. Questo modello fu chiamato G-5, ma non divenne mai operativo, nonostante ciò le ricerche e gli studi continuarono fino al 1960. Invece fu realizzato, ed entrò in servizio, il Type 54 che utilizzava una batteria al piombo e un motore elettrico. Nel 1965 venne ripreso il progetto del G-5, e rinominato G-5B, senza però una precisa definizione del metodo di propulsione. Inizialmente si scelse  un motore alternativo che utilizzava alcol come combustibile, e acido nitrico come agente ossidante. La soluzione non fu efficiente, e quando furono disponibili informazioni sugli elementi chimici più efficaci, si adottò un motore alternativo alimentato da alcol come combustibile e perossido di idrogeno come agente ossidante. Il gas di scarico prodotto era vapor acqueo e anidride carbonica, e si poteva espellere facilmente. 
Il siluro ottenuto fu chiamato Type 72, ed entrò in servizio nel 1972. Il suo sviluppo fu quindi realizzato nel periodo 1965-1971, mentre l'impiego durò dal 1972 al 1994.

## Caratteristiche
Il Type 72 era un siluro tecnologicamente moderno nel periodo nel quale fu realizzato, tuttavia aveva alcuni grossi limiti. Infatti era un siluro non guidato, simile nell'impiego agli ordigni usati durante la Seconda guerra mondiale. 
Il sistema propulsivo era soddisfacente, utilizzando un motore alternativo alimentato da alcol e perossido di idrogeno. Però l'introduzione di siluri più performanti e dotati di avanzato sistema di guida, come il Type 80, ne decretarono la rapida obsolescenza e sostituzione, con la definitiva radiazione nel 1994.